# Переходное федеральное правительство Сомали

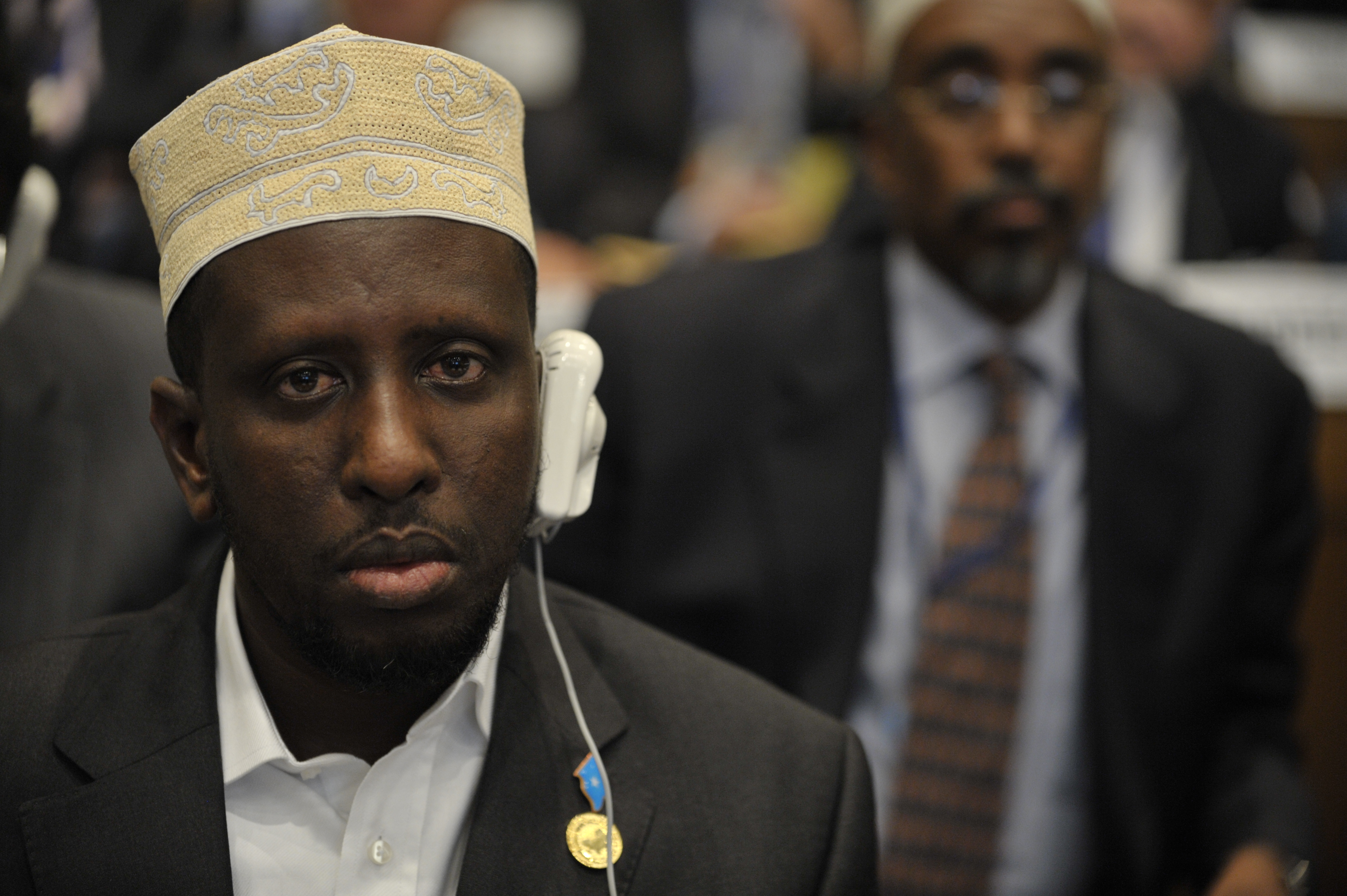
Шейх Шариф Шейх Ахмед на съезде Африканского союза, февраль 2009 г.

Переходное федеральное правительство Сомали (сомал. Dowladda federaalka kumeelgaarka) — международно признанное правительство Сомалийской Республики. Существовало до 20 августа 2012 года, как один из переходных органов власти, описанных в Переходной федеральной хартии Сомали, принятой в ноябре 2004 года в столице Кении Найроби Переходным федеральным парламентом Сомали. Переходное правительство пользовалось поддержкой ООН, Африканского союза и США. Фактически контролировало только столицу — Могадишо. Обычно в публицистике под Федеральным Переходным Правительством подразумевается вся совокупность переходных органов государственной власти, созданных в 2004 году.
Переходное федеральное правительство Сомали являлось органом исполнительной власти, возглавляемым президентом страны — Шейх Шариф Шейх Ахмедом. Президент выбирался парламентом. В свою очередь президент назначал премьер-министра, который являлся связующим звеном между президентом и министрами кабинета. На официальном сайте правительства перечислены 39 входящих в него министерств.